# Wobbler (Angeln)

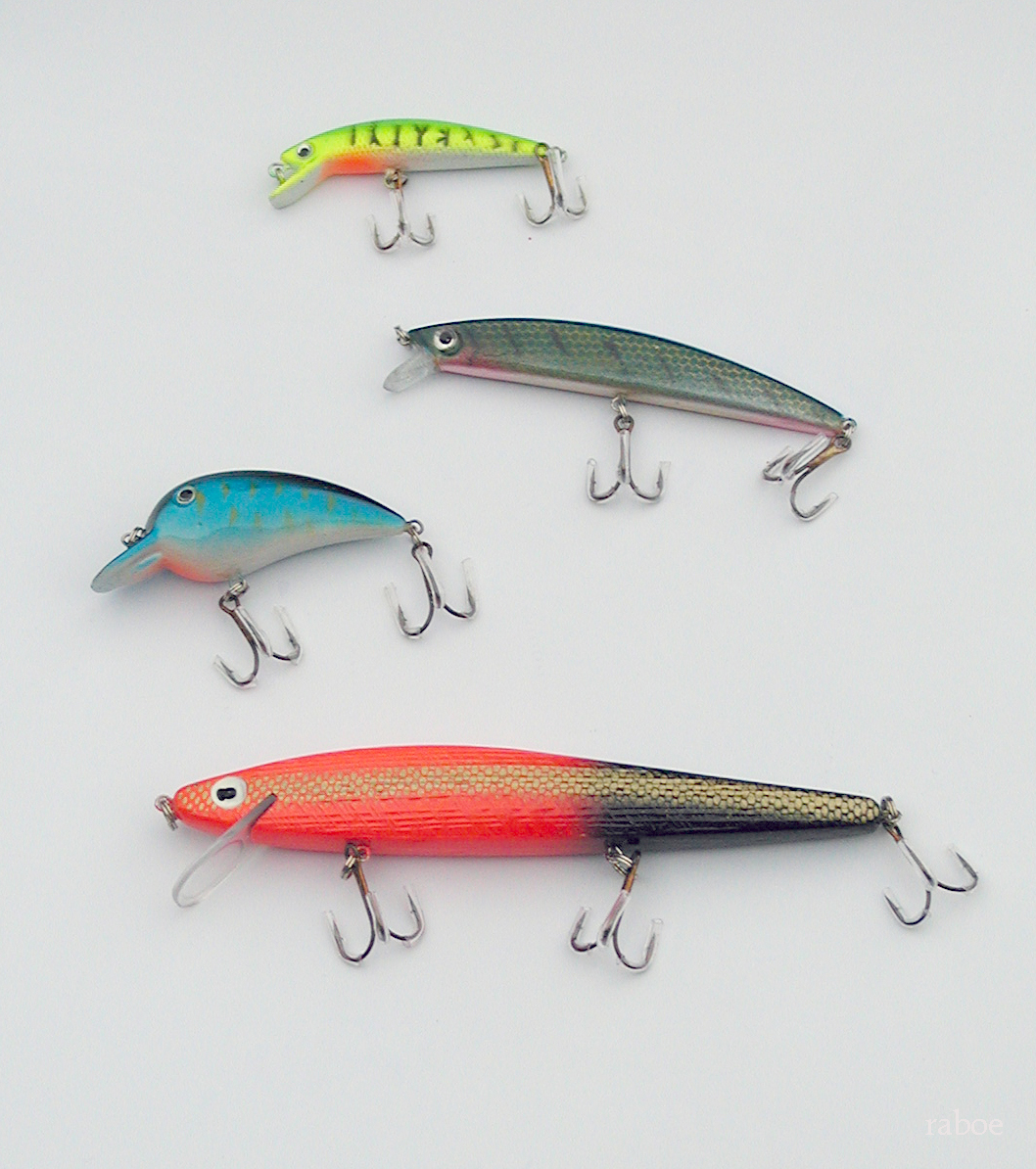
Einfache Wobbler

Ein Wobbler (auch Crankbait) ist ein künstlicher Köder, der für das Angeln von Raubfischen verwendet wird. Der Köder führt beim Einholen taumelnde Bewegungen aus und soll einen kranken, geschwächten Fisch imitieren. Für den Erfolg entscheidend ist hier auch die richtige Führung des Kunstköders. Der Köder wird entweder normal über die Rolle eingekurbelt oder er wird getwitcht was heißt, er wird durch Schläge in die Rute extrem „reizend“ geführt.
Eine besondere Form der Wobbler stellen Popper dar. Es existieren auch Spezialformen, die nicht für das Angeln auf Raubfische, sondern für das Angeln von Tintenfischen konzipiert sind. Wobbler werden unter anderem von den Firmen Rapala, Ugly Duckling, Hybrida, Zalt, Savage Gear und Illex angeboten.

## Aufbau und Anwendung
Wobbler gibt es in schwimmenden (floating), schwebenden (suspending) und sinkenden (sinking) Varianten und in einer vielfältigen Farbpalette. Klassisch werden sie aus Holz oder Kunststoff gefertigt. Wobbler sind ein-, zwei- oder dreigeteilt und mit mindestens einem, meist aber zwei Drillingshaken, selten mit Einfachhaken versehen. Seit den 1990er Jahren findet man verstärkt Wobbler auch in extrem weichen und flexiblen Kunststoffmaterialien und in Materialkombinationen. Damit wird eine realitätsnahe und schlängelnde Bewegung des Körpers in besonders realistischer Weise ermöglicht. Teilweise werden künstliche Wobbelelemente mit natürlichen Köderfischen kombiniert. Die Grenzen vom Wobbler als klassischen Kunstköder, im Gegensatz zum Naturködersystem, sind damit fließend.

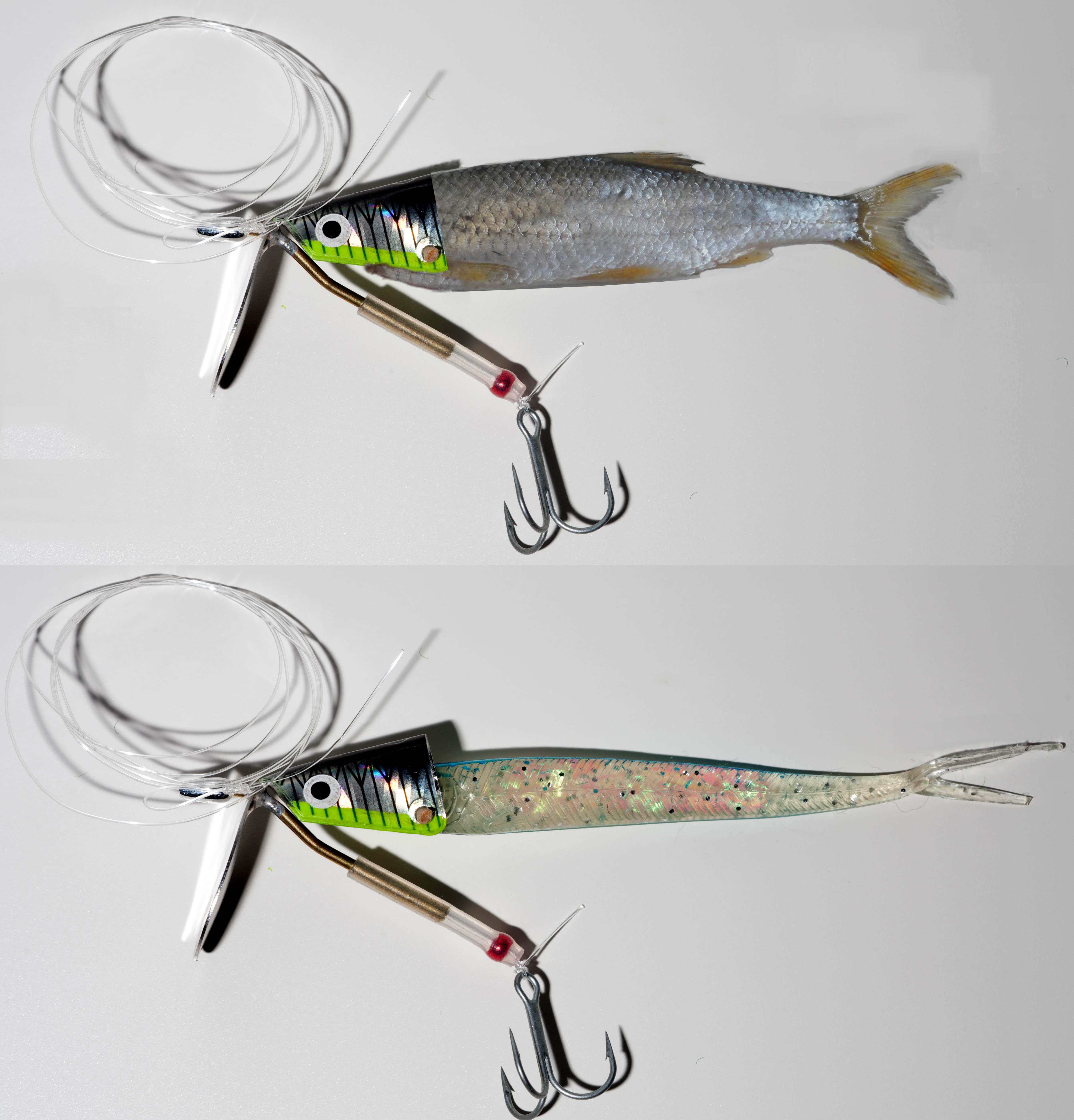
WobHolder-Köderfisch-Gummi-Kombination

Zum Befestigen der Wobbler bietet sich der Rapalaknoten oder ein einfacher Snap an. Sofern ein Stahlvorfach verwendet wird, werden Karabiner (Einhänger) mit rundem Bogen gewählt. Für sehr kleine Modelle ist besonders auf Größe und Gewicht des Einhängers zu achten, da sonst Sink- und Laufeigenschaften negativ beeinflusst werden. Eines der wichtigsten Elemente vieler Wobbler ist die Tauchschaufel. Durch die Tauchschaufel wird der Wobbler bei Zug unter Wasser gedrückt. Je nach Größe und Winkel der Tauchschaufel verändert sich die Tauchtiefe. Sehr steile Tauchschaufeln laufen eher flach. Tiefläufer haben meistens extrem flache Tauchschaufeln. Außerdem wird die taumelnde Bewegung maßgeblich durch die Form der Tauchschaufel beeinflusst.
Moderne Wobbler beherbergen in ihrem Inneren oft auch mehrere kleine Metallkügelchen. Diese stoßen aneinander, wenn sich der Wobbler unter Wasser in Bewegung setzt und sorgen so für Geräusche, die die Aufmerksamkeit der Raubfische auf den Köder ziehen sollen. Zusätzlich verlagern sich bei manchen Systemen die Kugeln beim Wurf in das Schwanzende des Wobblers, sodass die Flugbahn stabilisiert wird. Daraus resultieren weniger Verhedderungen und weitere Würfe. Alle Gewässer sind verschieden bzgl. der Farbwahl. Als einfache Bauernregel, die nicht in jedem Fall zutrifft, könnte man sagen: In klarem Wasser und an sonnigen Tagen sollten die Wobbler dezente Naturfarben haben. In trübem Wasser und an regnerischen Tagen sind grelle Schockfarben (neon gelb, rot, orange) geeignet.
Wobbler, die keine Tauchschaufel haben, und ohne eine aktive Führung keine Aktion zeigen, nennt man Jerkbaits. Man unterscheidet grob zwei Varianten: Zum einen die Glider, die im Zickzackkurs in horizontaler Weise durchs Wasser schwimmen, und Diver, die bei Schlägen immer wieder abtauchen und in Pausen langsam aufsteigen. Dies erzeugt ein Sägezahnmuster unter Wasser.

### Schaufelformen

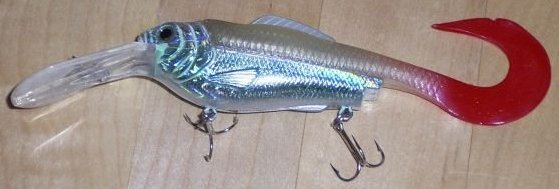
Großer Wobbler mit Gummischwanz

- kleine, steil stehende Tauchschaufel = Flachläufer
- große, flach angebrachte Tauchschaufel = Tiefläufer
- breite, runde Tauchschaufel = ausladende aggressive Bewegung, flach laufend
- schmale, lange Tauchschaufel = dezentere Bewegung, tief laufend